# Splitska
Splitska je naselje na Hrvaškem, ki upravno spada pod mesto Supetar; le-ta pa spada pod Splitsko-dalmatinsko županijo.
Splitska (prej Spliska) je naselje z manjšim pristaniščem ob majhnem, mirnen istoimenskem zalivu na severni obali Brača. Leži med Postiro na zahodu, od katere je oddaljena 3 km in Supetrom na vzhodu, od katerega je oddaljana 5 km. V Splitski je bilo v rimskem času pristanišče za prevoz kamnitih blokov iz kamnolomov med naseljema Splitska in Škripe katere so uporabljali za gradnjo Dioklecijanove palače v Splitu. Turistično razgiban kraj ima v zalivu Splitska in bližnjem zalivu Zastupi plaže, ki jih obkrožajo borovi gozdički. V starih listinah se Splitska prvič omenja leta 1553. Iz leta 1577 sta ohranjeni renesančni dvorec Cerineo-Cerinić in župnijska cerkev Blažene Djevice Marije v kateri so slike: Bogorodica sa djetetom delo Bernardina dei Contia iz leta okoli 1500, portret Maura Cerinea Morrusa iz prve polovice 16. stoletja, na glavnem oltaru pa Bogorodica sa svecima delo Leandra Bassana.

## Demografija
| Pregled števila prebivalcev po letih | Pregled števila prebivalcev po letih | Pregled števila prebivalcev po letih | Pregled števila prebivalcev po letih | Pregled števila prebivalcev po letih | Pregled števila prebivalcev po letih | Pregled števila prebivalcev po letih | Pregled števila prebivalcev po letih | Pregled števila prebivalcev po letih | Pregled števila prebivalcev po letih | Pregled števila prebivalcev po letih | Pregled števila prebivalcev po letih | Pregled števila prebivalcev po letih | Pregled števila prebivalcev po letih | Pregled števila prebivalcev po letih |
| ------------------------------------ | ------------------------------------ | ------------------------------------ | ------------------------------------ | ------------------------------------ | ------------------------------------ | ------------------------------------ | ------------------------------------ | ------------------------------------ | ------------------------------------ | ------------------------------------ | ------------------------------------ | ------------------------------------ | ------------------------------------ | ------------------------------------ |
| 1857                                 | 1869                                 | 1880                                 | 1890                                 | 1900                                 | 1910                                 | 1921                                 | 1931                                 | 1948                                 | 1953                                 | 1961                                 | 1971                                 | 1981                                 | 1991                                 | 2001                                 |
| 213                                  | 270                                  | 299                                  | 322                                  | 356                                  | 340                                  | 0                                    | 273                                  | 279                                  | 272                                  | 275                                  | 251                                  | 224                                  | 252                                  | 381                                  |